# Shulgi van Ur
Shulgi van de derde dynastie van Ur (Ur III) 2094-2047 v.Chr. was koning van Soemer en Akkad. Hij was de zoon en opvolger van Ur-Nammu. Zijn naam is lange tijd ten onrechte als Dungi gelezen.
Onder zijn bewind van een kleine halve eeuw bereikte Soemer een absoluut hoogtepunt. Er heerste vrede en grote voorspoed. Hij hervormde het stelsel van maten en gewichten. Hij voerde de gur (6 bushel) in. Hij is ook waarschijnlijk degene die verantwoordelijk is voor het 'Wetboek van Ur-Nammu'. Deze bundeling van wetgeving legde de grondslag voor de latere Wet van Hammurabi. Er bestonden al oudere bundelingen zoals de wet van Uru-inimgina van Lagasj en de wetten van de koningen van Isin.
De wetten van Shulgi waren beduidend milder dan die van Hammurabi. Bij overspel hoefde zelfs niet altijd scheiding het gevolg te zijn, onder Hammurabi stond er de doodstraf op. Wanneer een slaaf het eigendomsrecht van zijn eigenaar betwistte werd hij verkocht in plaats van zijn hand te verliezen. Wanneer iemand onderdak bood aan een weggelopen slaaf werd dat met een boete bestraft. Later bekocht men dat met de doodstraf.
Shulgi was zo mogelijk een nog groter bouwheer dan zijn vader. Hij herstelde of bouwde tempels in Eridu, Uruk, Lagasj, Nippur, Adab en Maer. Zelfs voor de Elamitische god Shushinak bouwde hij een tempel in Susa.
Zijn bemoeienissen met de buurlanden in het oosten (Elam) en in het noorden (Lullubi en de Hurri in het huidige Koerdistan) werden in de tweede helft van zijn bewind beduidend sterker. In zijn 24e jaar ging hij op het oorlogspad. Het gebied tussen Shashrum, Urbilum en Harshi werd het schouwtoneel van drie oorlogen. De vesting Simurrum werd niet minder dan negen keer ingenomen en verwoest. Aan het eind van zijn regering, rond 1990 v.Chr., werd het gebied geannexeerd. Hiermee stelde Shulgi de belangrijke handelswegen naar Anatolië en de Kaukasus zeker. In Elam wist Shulgi zich ook een sterke positie te verwerven. Dat werd vergemakkelijkt doordat de oude rivaal van Soemer een periode van wanorde doormaakte, veroorzaakt door de agressieve politiek van de laatste Guti-vorsten. Shulgi maakte gebruik van een combinatie van diplomatieke en beperkte militaire middelen om in Elam ook als opperkoning erkend te worden. Hij huwelijkte onder andere zijn dochters uit aan de vorsten van Warahshe en Awan en onderdrukte een opstand in Anšan. Hij liet groot en grotendeels vreedzaam rijk na aan zijn zoon Amar-Sin en werd begraven in een imposant mausoleum.
Hij werd al tijdens zijn leven als een godheid vereerd.